# De Havilland DH.51
Il de Havilland DH.51 fu un aereo da turismo triposto, monomotore e biplano, sviluppato dall'azienda aeronautica britannica de Havilland Aircraft Company negli anni venti.

## Storia del progetto
De Havilland concepì il DH.51 come un biplano da turismo di classe economica, basato sul motore RAF 1A da 90 hp (67 kW) molto disponibile in quanto surplus bellico.
Il primo prototipo volò nel luglio del 1924 e si comportò egregiamente; il mezzo non ottenne il certificato di idoneità al volo in quanto non disponeva di un doppio sistema per l'avviamento del motore. Comunque, per avere l'idoneità al volo con un solo sistema di avviamento, erano necessarie almeno 10 ore di volo ma la de Havilland decise, invece, di riprogettare il velivolo.
Il propulsore fu sostituito con un ADC Airdisco, 8 cilindri a V raffreddato ad aria, che aumentò le prestazioni del mezzo ma a scapito dell'economia d'esercizio, pertanto furono realizzati in tutto solo 3 esemplari. Il primo esemplare realizzato fu esportato in Australia dove venne convertito in un idrovolante e ribattezzato DH.51B.

## Impiego operativo
Il primo esemplare costruito, esportato in Australia nel 1927 e utilizzato come idrovolante, si capovolse nella baia Sydney nel mese di gennaio 1931. Il secondo aereo fu utilizzato in Gran Bretagna fino a quando non è stato demolito nel 1933. Il terzo aereo fu esportato in Kenya nel 1929. Tornato in Gran Bretagna nel 1965 è ancora in condizioni di volo.

## Velivoli attualmente esistenti
Il terzo esemplare di DH.51, registrato come G-EBIR e soprannominato Miss Kenya, è pubblicamente visibile alla Collezione Shuttleworth, Warden, Inghilterra; inoltre ancora oggi vola regolarmente.